# Leptomerícids
Els leptomerícids (Leptomerycidae) són una família extinta de mamífers artiodàctils que visqueren a Nord-amèrica des de l'Eocè mitjà fins al Miocè mitjà, fa entre 13,6 i 46,2 milions d'anys. Se n'han trobat restes fòssils a les províncies canadenques de la Colúmbia Britànica i Saskatchewan, els estats estatunidencs de Califòrnia, Colorado, Dakota del Nord, Dakota del Sud, Louisiana, Montana, Nebraska, Nou Mèxic, Texas, Utah i Wyoming i els estats mexicans de Chihuahua i Oaxaca. En comparació amb els seus parents més propers, es caracteritzaven per la desaparició del primer metacarp i el trapezi del carp i la fusió del magne i el trapezoide.